# Bruno Mahn
Bruno Mahn (* 3. Dezember 1887 in Dorfilm; † nach 1945) war ein deutscher Kapitän zur See der Kriegsmarine, Mitglied der Organisation Consul, U-Boot-Kommandant im Ersten Weltkrieg und Zweiten Weltkrieg. Mit 56 Jahren war er einer der ältesten U-Boot-Kommandanten der Kriegsmarine im Zweiten Weltkrieg.

## Leben

### Werdegang in der Kaiserlichen Marine
Bruno Mahn trat am 1. Oktober 1911 in die Kaiserliche Marine ein und wurde mit Patent zum 12. März 1915 Leutnant zur See. Später war er bis Januar 1916 Wachoffizier auf der Hildebrand und kam anschließend bis April 1916 an die U-Boots-Schule. Hier war er zugleich Wachoffizier auf UB 25. In gleicher Position war er für ein Jahr erst auf UB 33 und dann bis Juni 1918 auf UC 59. Am 16. November 1917 erfolgte seine Beförderung zum Oberleutnant zur See der Reserve. Von Juni 1918 bis Kriegsende war er Kommandant von UB 21. Am 23. November 1918 schied er aus der Marine aus.

### Tätigkeit in der Organisation Consul
Er schloss sich der Brigade Ehrhardt an und nahm am Kapp-Putsch teil. Später wurde er Mitglied des Organisation Consul. Als in Tübingen ein Oberbezirk der Organisation eingerichtet wurde, wurde Mahn Leiter der Außenzentrale. In dieser Funktion erhielt er die Befehle aus der Hauptleitung, erstattete seinerseits Bericht an diese und nahm an Besprechungen mit Ehrhardts Stabschef Alfred Hoffmann, Manfred von Killingen, Herbert Müller und Eberhard Kautter in München teil.
Am 9. Mai 1921 bezog er in Tübingen ein Zimmer, welches die Burschenschaft Germania für ihn angemietet hatte. Er schrieb sich zur Tarnung als Hörer der Vorlesungen vom Wirtschaftswissenschaftler Professor Robert Wilbrandt an der Universität Tübingen ein.
In seiner Funktion als Leiter der Außenzentrale stand er in Kontakt mit den Studentenverbindungen nicht nur in Tübingen, sondern auch in Stuttgart und Hohenheim. Letztendlich konnte er Vereinbarungen erreichen, wonach die Studentenverbindungen eine festgelegte Anzahl an Freiwilligen zu stellen hatten. Gerade für einen möglichen vierten Aufstand in Oberschlesien wurde mit diesen Freiwilligen gerechnet. Tübingen, im Gegensatz zu Stuttgart, schickte aber keine Studenten nach Oberschlesien. Dies war nicht darin begründet, dass Mahn nicht die erwartete Propaganda für das Freiwilligenprogramm ausgeführt hatte, sondern, dass es innerhalb der Organisation Consul Zerwürfnisse gab. So hatte der Tübinger Kommandeur der Organisation, Petzold, den Abmarschbefehl aufgehoben, so dass keine Studenten nach Oberschlesien ausrückten. Mitte September 1921 war er als Oberbezirksleiter vorgesehen und hierfür zu einer Tagung nach München eingeladen worden.
Durch die Ermittlungen zu den Mördern von Matthias Erzberger wurde auch die Organisation Consul enttarnt und die Aktivitäten von Mahn in Tübingen dadurch beendet. Mahn hatte mit den beiden Attentätern, Heinrich Schulz, mit welchem er in der Brigade Ehrhardt in der gleichen Kompanie diente, und Heinrich Tillessen, bis Ende April 1921 in Regensburg zusammengewohnt. Mahn war in Regensburg Kaufmann in der Landwirtschaftlichen Zentralgenossenschaft, dessen geschäftsführender Direktor Geheimrat Dr. Georg Heim war. Tillessen und Schulz waren ebenfalls bei Geheimrat Heim angestellt. Bei den Ermittlungen zum Mord an Erzberger wurde zuerst Schulz aufgrund einer Kriegsverletzung am Ohr als Attentäter identifiziert, wobei Mahn als zweiter Attentäter verdächtigt wurde. Daher wurde die Ermittlung auf Mahn ausgeweitet. Am 12. September 1921 durchsuchte die Polizei Mahns Zimmer in Regensburg, welches er beim Geheimrat Heim bewohnte, und fand dabei die chiffrierte Einladung für Mitte September nach München. Zu diesem Zeitpunkt war Mahn selber auch vor Ort, da er seine Braut, eine Tochter des Geheimrates Heim, besuchte, und wurde durch die Polizei verhört. Am 24. September 1921 folgte die Durchsuchung seiner Tübinger Wohnung. Mahn hatte Tübingen zu diesem Zeitpunkt aber bereits verlassen, um in Würzburg eine Stelle als Bankbeamter anzunehmen, wurde aber kurze Zeit später verhaftet. Bei der Vernehmung gab er an, dass die Organisation Consul in Württemberg lediglich Freiwillige für die Kämpfe in Oberschlesien anwerben würde, was auch in der Anklageschrift 1924 festgehalten wurde, und dass keine innenpolitischen Anknüpfungspunkte existieren würden.
Am 22. November 1921 wurde er am Landgericht Offenburg im Zuge der Untersuchung des Mordes an Erzberger angeklagt. Die Anklage im Sonderfall Mahn erfolgte wegen des Vorwurfs der „Geheimbündelei“. Er wurde in Würzburg verhaftet und nach Offenburg überführt. Am 29. November 1921 erfolgte bereits wieder seine Freilassung.
Susanne Meinl gibt an, dass Mahn nach dem Attentat auf Rathenau letztendlich erfolglos versuchte, einen Belastungszeugen durch Geldzahlung von einer Aussage gegen die Attentäter abzubringen.
Im Mai 1924 wurde er mit weiteren ehemaligen Angehörigen der Organisation Consul erneut wegen „Geheimbündelei“ angeklagt.
1946 gab Tillessen bei seiner Aussage vor dem Untersuchungsrichter an, dass Mahn, ein sehr nüchterner und besonnener Mann, sowohl ihn [Tillessen] als auch seinen Bruder Karl und den Mitattentäter Schulz auf ihre politische Einstellung hingewiesen hatte.

### Werdegang in der Kriegsmarine
Er wurde in die Kriegsmarine übernommen und wurde am 1. Juni 1936 Korvettenkapitän (E). Im selben Jahr wurde er Leiter des Wehrkreiskommandos XI (Hannover).
In der Kriegsmarine war er von Oktober 1937 bis Oktober 1939 im Wehrkreiskommando XIII (Nürnberg) und bis März 1940 hier Marineverbindungsoffizier.
Anschließend erhielt er bis November 1940 eine Ausbildung für die U-Boot-Waffe und besuchte bestimmt Lehrgänge. Von der Indienststellung vom 30. November 1940 bis 31. Juli 1941 war er, bereits 52 Jahre alt, als Fregattenkapitän einziger Kommandant von U B, einem ehemaligen britischen U-Boot. Ab 1. August 1941 war er zur Baubelehrung für die niederländische UD 5 kommandiert, welche bis 31. Oktober 1941 dauerte. Er war bis 12. Januar 1943 Kommandant von UD 5 und versenkte im Oktober 1942 die Primrose Hill, einem britischen Flugzeug-Katapultschiff mit über 7000 BRT. In dieser Funktion wurde er am 1. August 1942 zum Kapitän zur See befördert. Bis März 1943 war er in Vertretung Chef der 8 U-Flottille. Als Leiter des U-Stützpunktes Hamburg wurde er bis August 1943 eingesetzt. Von der Einrichtung im September 1943 bis April 1945 war er Chef der 31. U-Flottille, einer Ausbildungsflottille, und wurde dann bis Kriegsende zur Verwendung des Führers der Unterseeboote Ost eingesetzt.